# Open 24h
Open 24h és una pel·lícula catalana escrita i dirigida per Carles Torras que es va estrenar a les sales comercials el desembre de 2011.
Va participar en el XIV Festival de Cinema de Màlaga, al Festival de Cinema Espanyol de Toulouse i al Festival Internacional de Cinema de Catalunya.

## Argument
Hèctor, un vigilant nocturn, s'enfronta diàriament a les adversitats que l'envolten: ha de tenir cura del seu germà discapacitat i suportar un pare autoritari tot visquent d'una feina depriment mentre espera que arribi el moment de resoldre un judici que té pendent. Tot i la seva lluita per anar endavant, anirà enfonsant-se en una apatia més i més profunda.

## Repartiment
| Actor / actriu original | Personatge fictici  |
| ----------------------- | ------------------- |
| José María Blanco       | Pare                |
| Alice Bocchi            | Inspectora          |
| Amadís de Murga         | Héctor              |
| Ann Marie How           | Cambrera            |
| Rubén Jiménez Sanz      | Germà               |
| Fina Rius               | Treballadora social |
| Judit Uriach            | Advocada            |
| Pedro Veitia            | Metge               |
| Ana García Vives        | Caixera             |

## Premis i nominacions

### Nominacions
- 2012 - Premis Gaudí:
  - Millor pel·lícula en llengua catalana per a Carles Torras
  - Millor direcció per a Carles Torras
  - Millor actor per a Amadís de Murga
  - Millor actriu secundària per a Judit Uriach
  - Millor actor secundari per a José María Blanco
  - Millor muntatge per a Sara López i Emanuele Tiziani

## Festivals
- 2011 - Festival de Cinema de Màlaga
- 2011 - Festival de Cinema Espanyol de Toulouse
- 2011 - Festival Internacional de Cinema de Catalunya